# Pseudorupilia
Pseudorupilia là một chi bọ cánh cứng trong họ Chrysomelidae.
Chi này được miêu tả khoa học năm 1893 bởi Jacoby.

## Các loài
Các loài trong chi này gồm:
- Pseudorupilia careo Grobbelaar, 1995
- Pseudorupilia chera Grobbelaar, 1995
- Pseudorupilia fletcheri Bryant, 1952
- Pseudorupilia ruficollis (Fabricius, 1775)
- Pseudorupilia sepia Grobbelaar, 1995
- Pseudorupilia sexlineata (Fabricius, 1781)
- Pseudorupilia sola Grobbelaar, 1995